# Albiano d’Ivrea
Albiano d’Ivrea vagy egyszerűen Albiano (piemonti nyelven Albian) egy olasz község (comune) a Piemont régióban.

## Nevének eredete
Neve valószínűleg vagy a frank alb, vagy a latin albus (fehér) szóból ered.

## Képgaléria

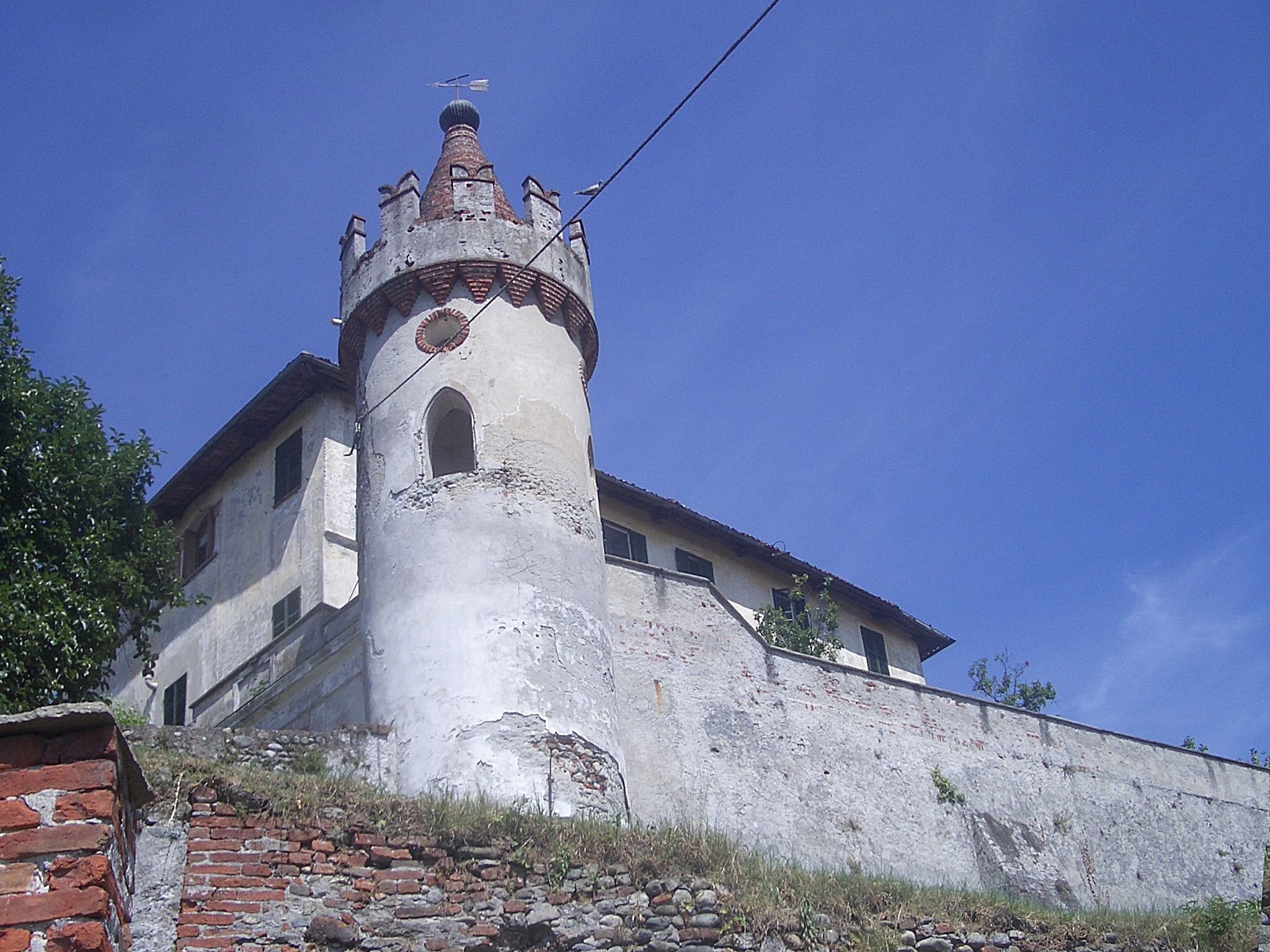
Vescovile-kastély
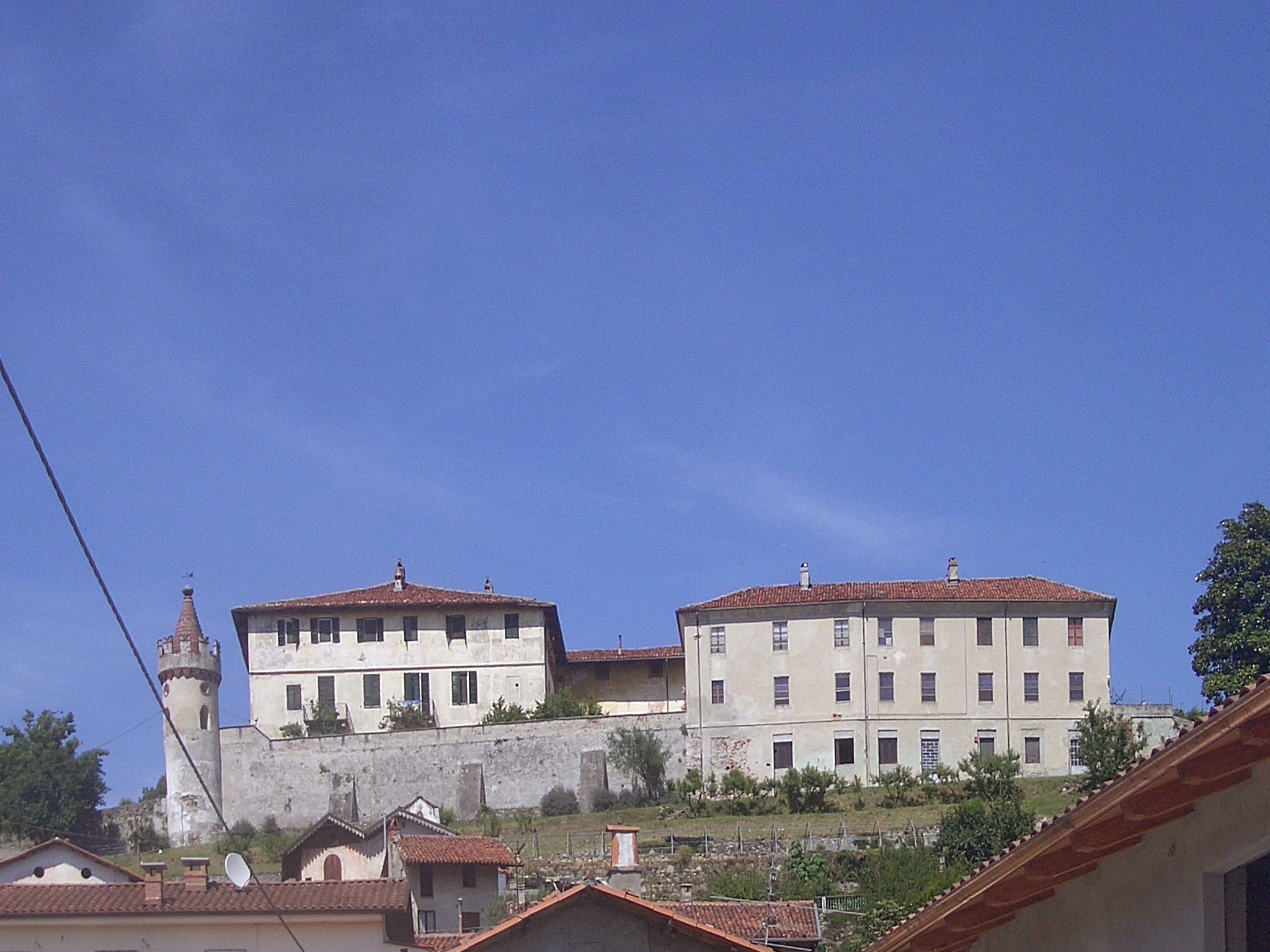
Vescovile-kastély
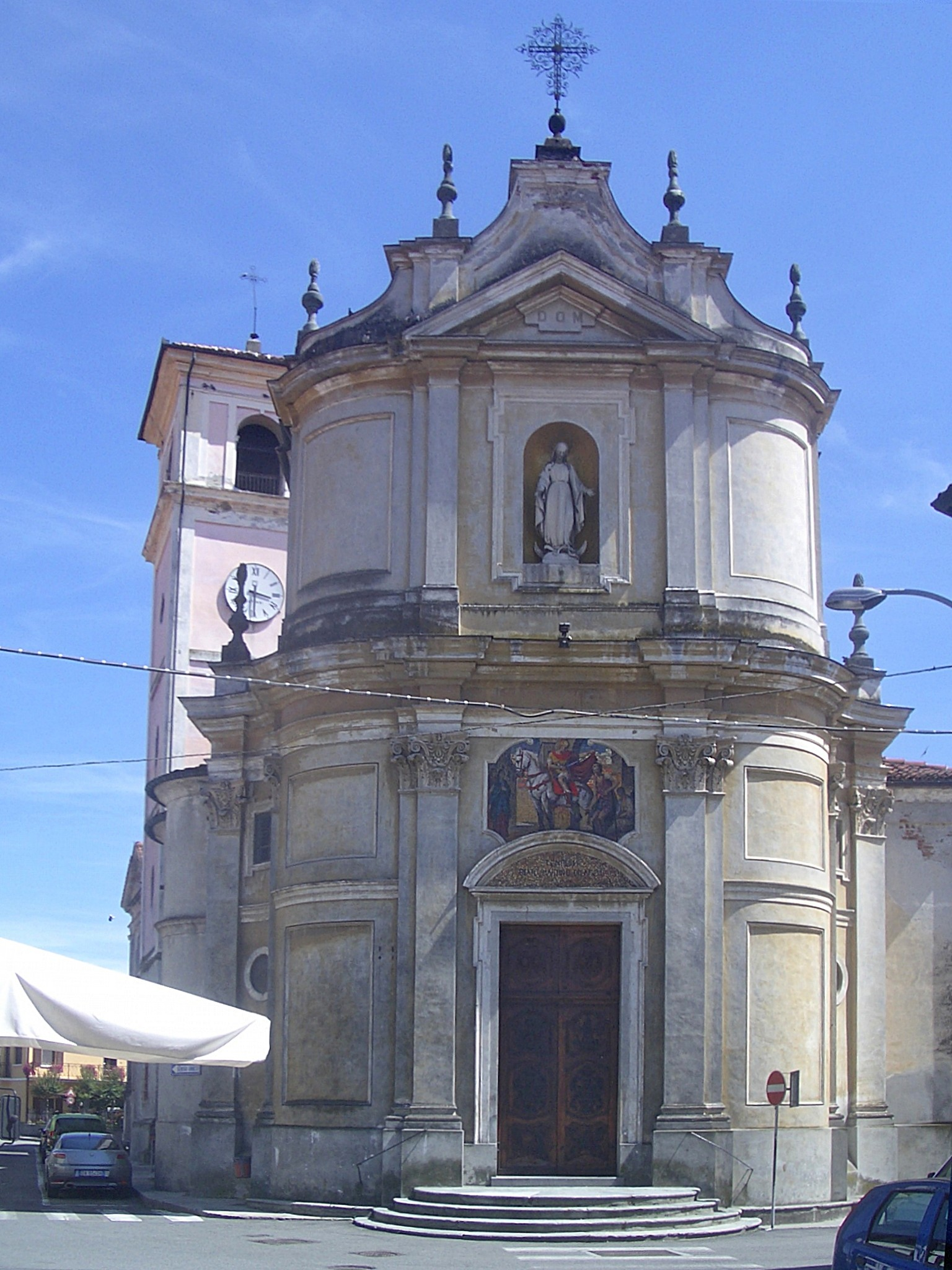
San Martino-templom
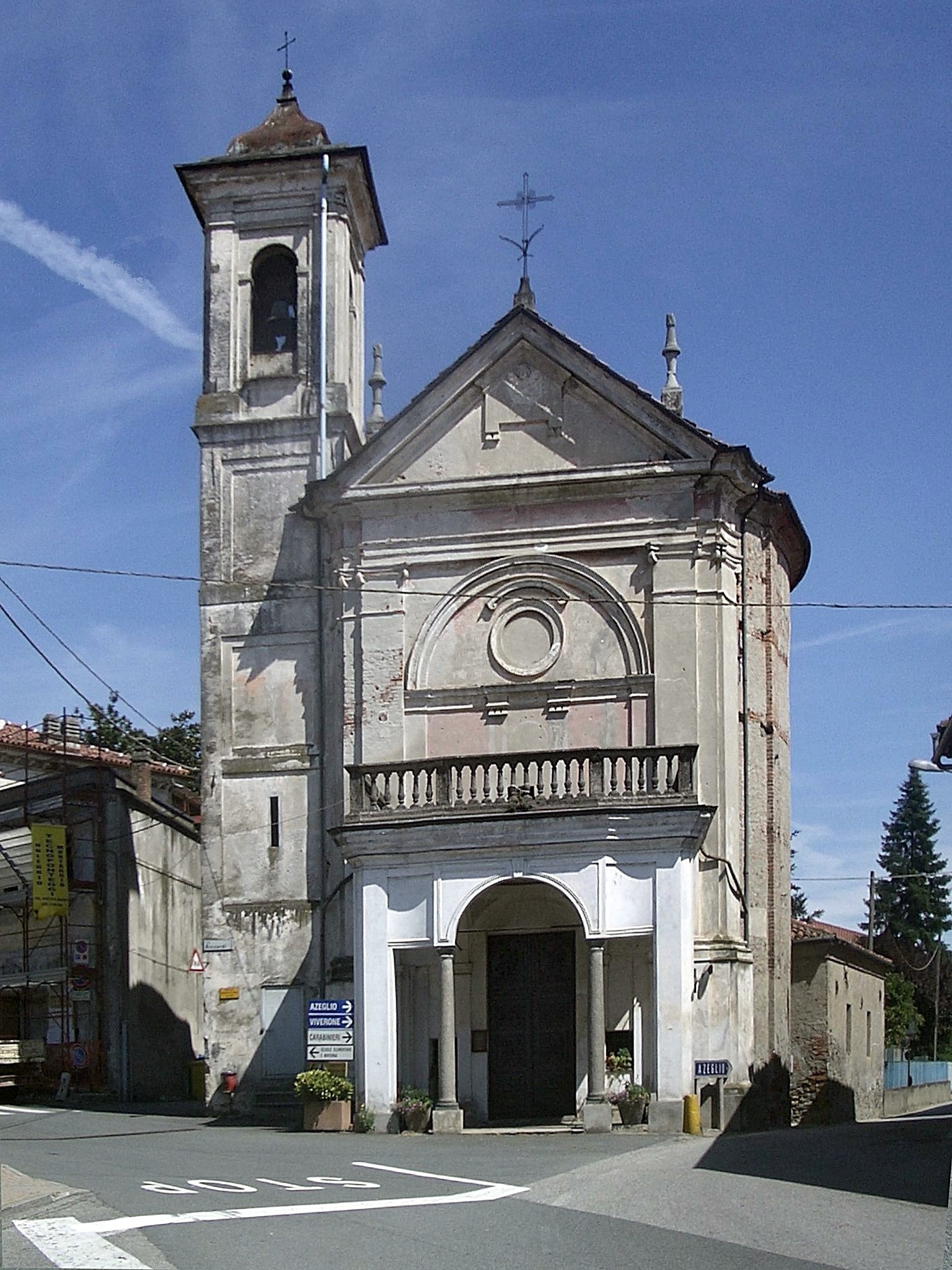
Santuario della Madonna della Crosa